# Tượng Nữ thần Tự do
Tượng Nữ thần Tự do (tiếng Anh: Statue of Liberty; tên đầy đủ là Nữ thần Tự do Soi sáng Thế giới; tiếng Anh: Liberty Enlightening the World; tiếng Pháp: La Liberté éclairant le monde) là một tác phẩm điêu khắc bằng đồng theo phong cách tân cổ điển với kích thước lớn, đặt trên Đảo Liberty tại cảng New York thuộc Thành phố New York, Hoa Kỳ. Tác phẩm này do kiến trúc sư người Pháp Frédéric Auguste Bartholdi thiết kế, khung kim loại của nó được chế tạo bởi Gustave Eiffel và được khánh thành vào ngày 28 tháng 10 năm 1886. Đây là tặng vật của nhân dân Pháp gửi nước Mỹ.
Tượng Nữ thần Tự do có hình dáng một người phụ nữ mặc áo choàng, tiêu biểu cho Libertas, nữ thần tự do của La Mã, tay phải cầm ngọn đuốc còn tay kia cầm một tấm đá phiến có khắc ngày tháng độc lập của Hoa Kỳ. Bức tượng này là biểu tượng mẫu mực của lý tưởng tự do cũng như của chính Hoa Kỳ.
Kiến trúc sư Bartholdi lấy cảm hứng từ một lời nói của chính trị gia kiêm giáo sư luật học người Pháp, Édouard René de Laboulaye vào năm 1865 rằng bất cứ tượng đài nào dựng lên để đánh dấu ngày độc lập của Hoa Kỳ thì cũng đáng là một dự án chung của cả hai dân tộc Pháp và Mỹ. Vì tình hình chính trị xáo trộn tại Pháp, công trình bị hoãn cho đến đầu thập niên 1870. Năm 1875, Laboulaye đề nghị rằng Pháp sẽ tài trợ việc đúc tượng còn Mỹ sẽ xây phần bệ và tìm vị trí đặt tượng. Bartholdi hoàn thành phần đầu tượng và cánh tay cầm đuốc trước khi bức tượng được thiết kế toàn bộ. Các bộ phận của tượng được trưng bày triển lãm cho công chúng xem trong nhiều đợt triển lãm quốc tế. Riêng cánh tay phải cầm ngọn đuốc được trưng bày tại Công viên Quảng trường Madison của Thành phố New York từ năm 1876 đến năm 1882. Công việc xúc tiến gây quỹ gặp nhiều khó khăn, đặc biệt về phía người Mỹ. Năm 1885 công việc xây dựng bệ tượng bị đe dọa đình chỉ vì thiếu ngân sách. Joseph Pulitzer, chủ bút của nhật báo New York World, phải khởi động cuộc vận động quyên góp để hoàn thành dự án. Chiến dịch vận động của ông đã thu hút trên 120.000 người ủng hộ. Trong số người góp tiền, đa số góp dưới một đô la mỗi người.
Bức tượng được xây dựng tại Pháp, xếp trong các thùng lớn và vận chuyển bằng tàu biển, rồi sau đó được ráp vào bệ tượng nằm trên hòn đảo vốn xưa kia có tên là Đảo Bedloe (nay là Đảo Liberty). Để đánh dấu việc hoàn thành bức tượng, một cuộc diễn hành lớn diễn ra tại Thành phố New York. Đó cũng là lần đầu tiên công chúng chứng kiến hoa giấy tung xuống đường phố như tuyết rơi. Buổi lễ khánh thành do Tổng thống Grover Cleveland làm chủ tọa.
Tượng Nữ thần Tự do được công nhận là Tượng đài Quốc gia và ghi trong Sổ bộ Địa danh Lịch sử Quốc gia Hoa Kỳ là Tượng Nữ thần Tự do, Đảo Ellis và Đảo Liberty, lúc đầu do Ban đặc trách Hải đăng Hoa Kỳ quản lý cho đến năm 1901 và rồi sau đó là Bộ Chiến tranh Hoa Kỳ; kể từ năm 1933 thì do Cục Công viên Quốc gia Hoa Kỳ quản lý.
Bức tượng phải đóng cửa để tu sửa lớn vào năm 1938. Vào đầu thập niên 1980, vì có dấu hiệu hư hại, tượng lại trải qua một đợt đại trùng tu nữa. Trong thời gian tu sửa từ năm 1984 đến 1986, ngọn đuốc và phần lớn cấu trúc bên trong cũng được thay thế. Sau vụ tấn công ngày 11 tháng 9 năm 2001, Tượng Nữ thần Tự do bị đóng cửa vì lý do an ninh; bệ tượng mở cửa lại vào năm 2004 và toàn phần tượng lại đón khách vào xem kể từ năm 2009 nhưng với số lượng hạn chế được phép đi lên đến phần mũ miện. Nhà chức trách dự trù đóng cửa khoảng một năm, bắt đầu từ cuối năm 2011 để trang bị thêm một cầu thang phụ. Lối vào ban công bao quanh ngọn đuốc bị ngăn lại vì lý do an toàn kể từ năm 1916.

### Nguồn gốc

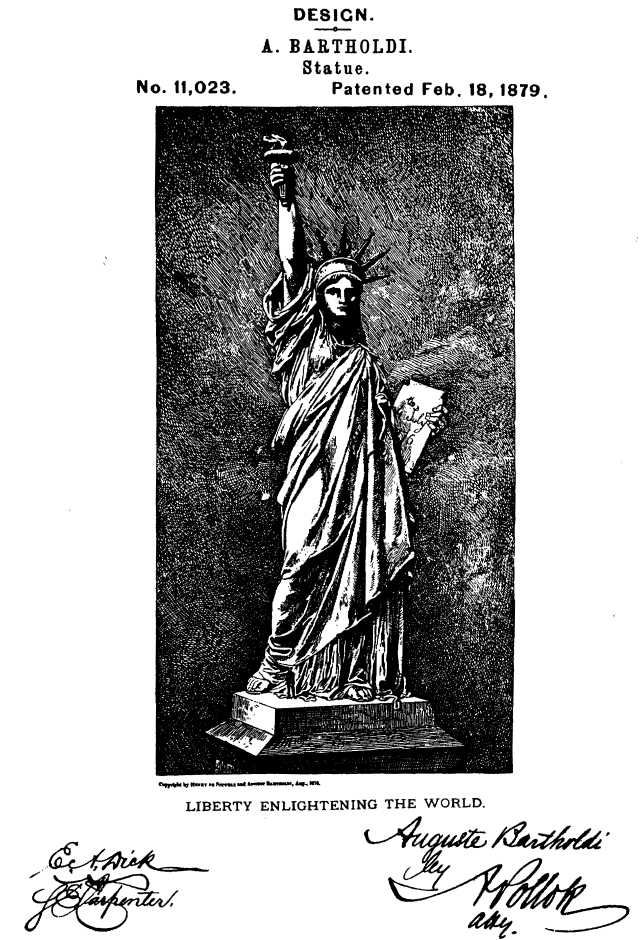
Bản quyền thiết kế của Frédéric Bartholdi

Sư tử Belfort của điêu khắc gia Bartholdi

### Thiết kế, kiểu mẫu và biểu tượng

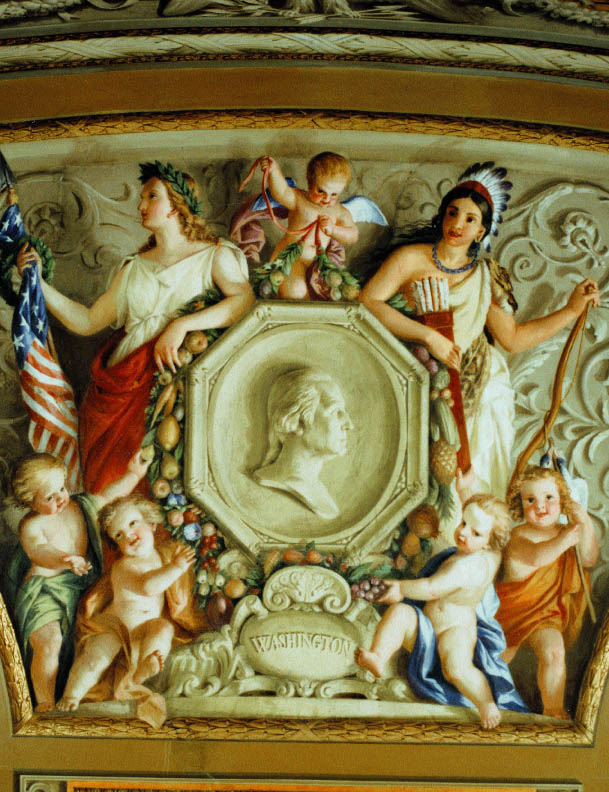
Bích họa trên tường do Constantino Brumidi thực hiện trong Tòa Quốc hội Hoa Kỳ, với hai biểu tượng xưa của Mỹ: Columbia (trái) và công chúa da đỏ thổ dân châu Mỹ.

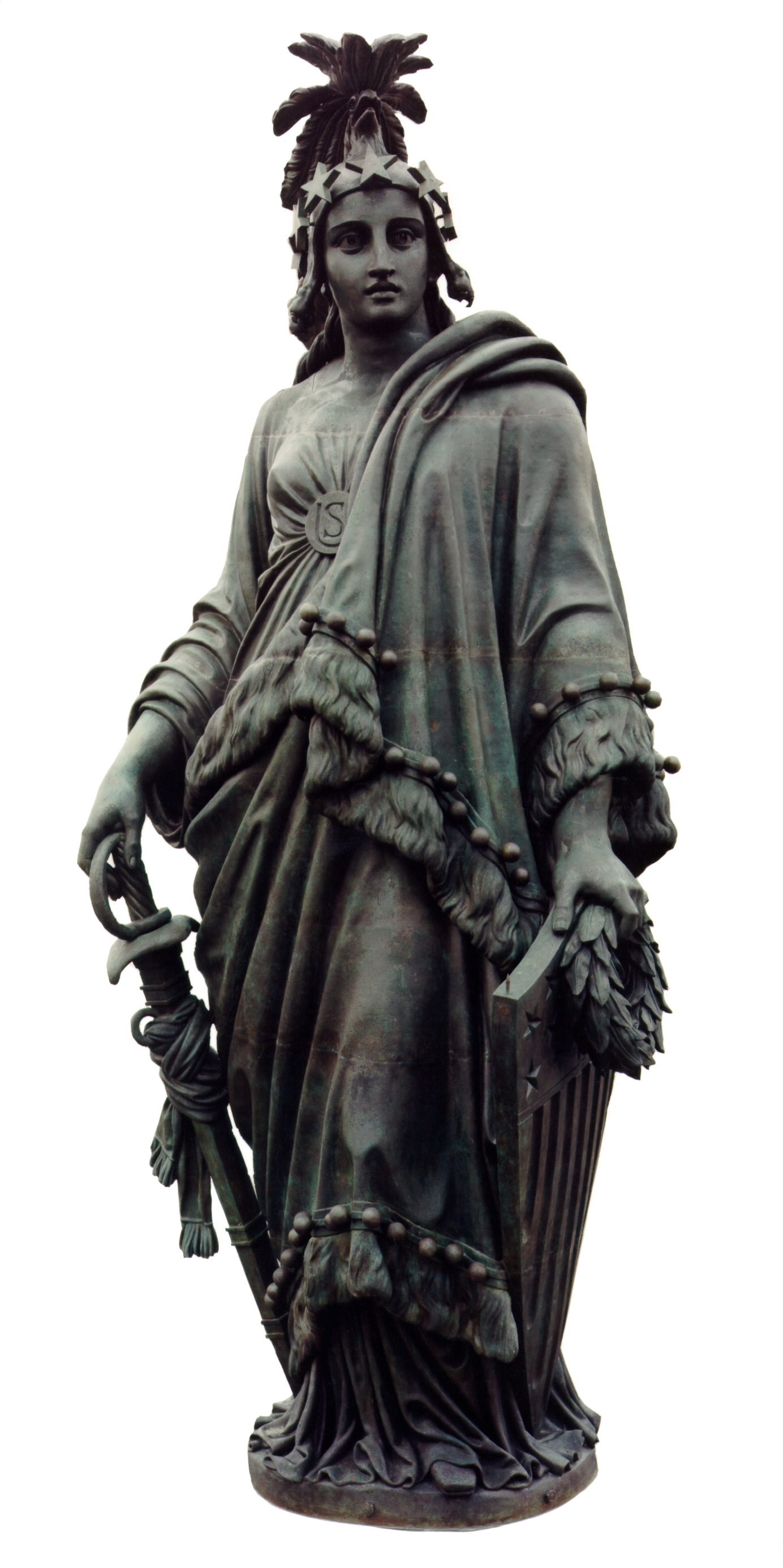
Tượng Tự do của Thomas Crawford

### Vận động & khởi công

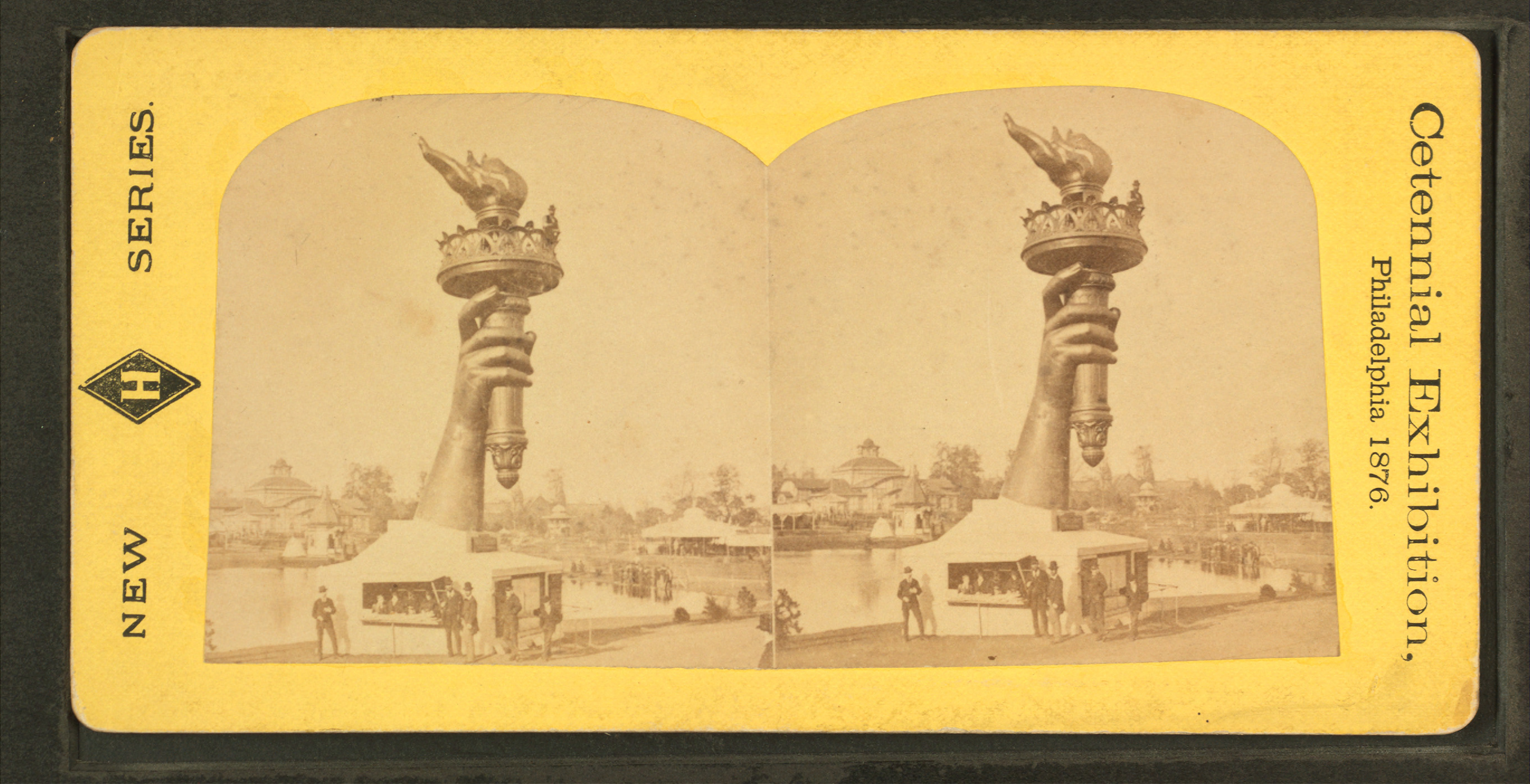
Hình lập thể cánh tay phải và ngọn đuốc của Tượng Nữ thần Tự do, Triển lãm 100 năm (1876) của Hoa Kỳ.

### Xây tượng tại Pháp

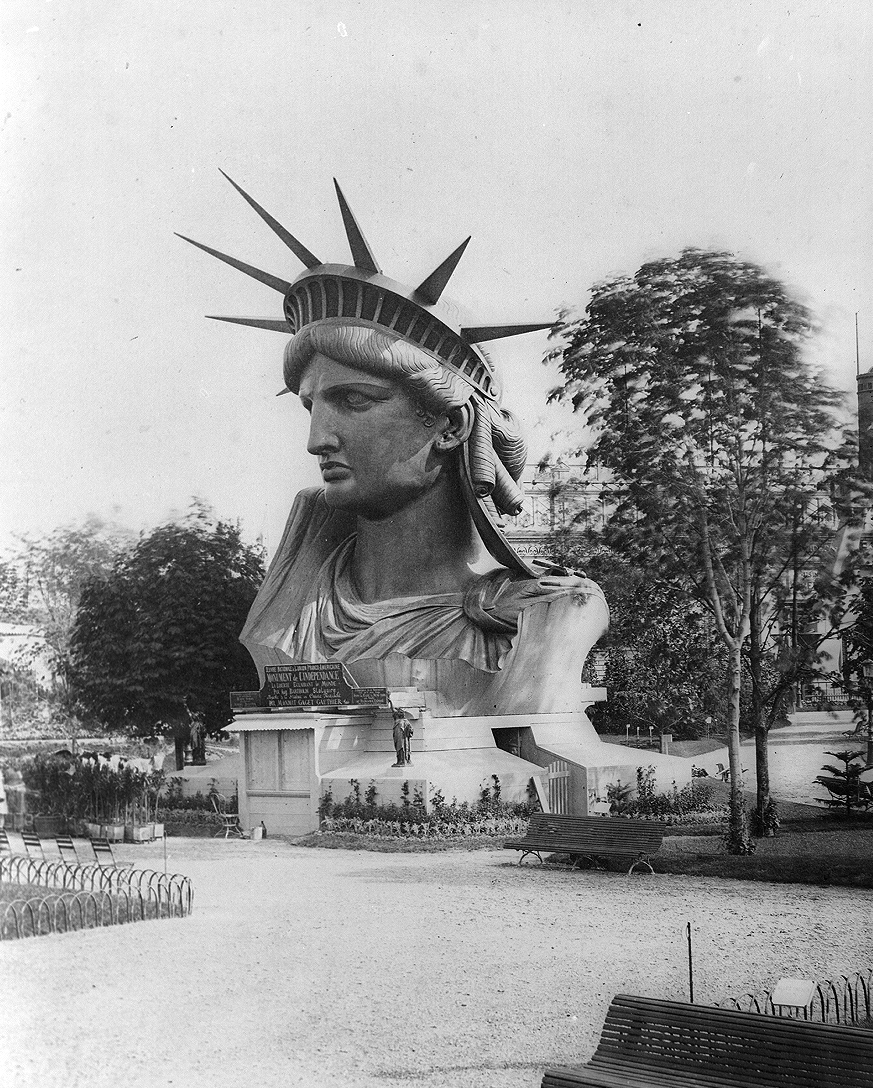
Đầu tượng được trưng bày tại Hội chợ Thế giới Paris năm 1878

### Vận động quyên góp quỹ, sự chỉ trích và quá trình xây dựng tại Hoa Kỳ

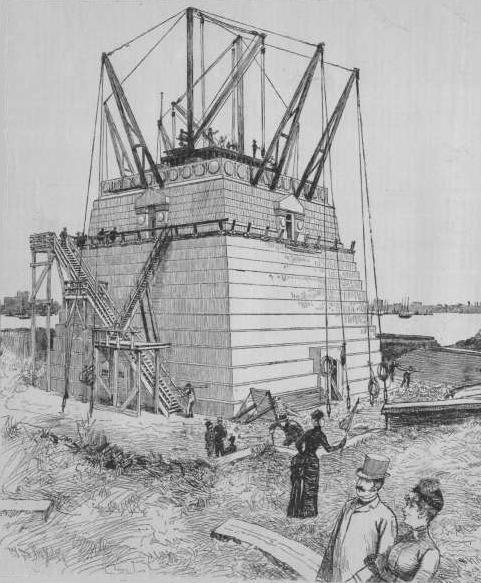
Bệ tượng của Richard Morris Hunt đang được xây dựng vào tháng 6 năm 1885

## Thiết kế và xây dựng